# Aaron Tveit
Aaron Tveit (Middletown, Nueva York, Estados Unidos, 21 de octubre de 1983) es un actor estadounidense de cine, televisión y teatro.
Más conocido por su participación en series como Gossip Girl y Ugly Betty, y en películas se destaca por Howl y la adaptación cinematográfica del musical Los miserables, en teatro por obras como Next to Normal y Atrápame si puedes y en la televisión por su más reciente show Graceland.
Además interpretó a Danny Zuko en el musical Grease Live!

## Biografía y estudios
Aaron Kyle Tveit nació en Middletown Orange County, New York. Tiene un hermano cinco años menor, Jon, que es sacerdote en la Archidiócesis de Nueva York. Su apellido, Tveit, es de origen Noruego.
En 2001 Tveit se graduó de la Escuela Superior de Middletown donde él estaba activo tanto en el teatro como en los deportes como golf, fútbol y baloncesto a la vez que realizaba algunas producciones teatrales de su escuela. Rechazó becas de las principales escuelas de negocios.
En la interpretación vocal estudio en Ithaca College, una decisión que sus padres apoyaron, antes de pasar al teatro musical después de su primer año porque extrañaba la actuación y el teatro.

## Carrera
Tveit apareció junto a Ricky Gervais como un joven anestesiólogo en la película Ghost Town. También hizo apariciones en la serie de CW Gossip Girl como Trip Van Der Bilt, el primo de Nate Archibald. Él apareció en la serie de televisión Ugly Betty en un episodio, titulado " Todo el mundo es un escenario ". Él encarnó a Zachary Boule, el novio de Betty.
Tveit apareció en Howl, una película biográfica sobre el poema de Allen Ginsberg y la controversia y el juicio que siguió después de su publicación. Tveit hizo de Peter Orlovsky, pareja de mucho tiempo de Ginsberg, junto a James Franco.

Tveit se fija para aparecer en Gossip Girl en el 2010 por lo menos 11 episodios como un actor recurrente. Apareció como estrella invitada en Law & Order: Special Victims Unit el 21 de abril de 2010, como Jan, un animal cariñoso, instructor de yoga que se cuestiona sobre la muerte de su novia.
También apareció en abril de 2011 en la revista Vanity Fair por su papel en Atrápame si puedes.
Obtuvo el papel de Enjolras, el líder de los ABC, en la producción de la película de Los Miserables que tuvo su estreno en el 2012, la cual ha sido la producción más grande en la que ha actuado hasta el momento.
Protagonizó la serie policíaca Graceland, en la cual dio vida al agente del FBI Mike Warren, dicha serie firmó por tres temporadas.
También tuvo un papel protagónico en la serie BrainDead, escrita por Robert y Michelle King, donde dio vida al político Gareth Ritter. En dicha serie fue coestrella de la conocida actriz Mary Elizabeth Winstead.
El 1 de octubre de 2020 se confirmó que Aaron participaría en la series Schmigadoon!, una serie de comedia musical de Apple TV+, la cual se estrenaría el 16 de julio de 2021. En la serie actúa junto a Cecily Strong y Keegan-Michael Key, entre otros.
A principios de julio de 2021, se anunció que Tveit interpretaría a Adam en la serie American Horror Stories, el spin-off de American Horror Story. La serie fue estrenada el 15 de julio de 2021, por FX a través de Hulu. También volvió a la serie para el sexto capítulo de la primera temporada, esta vez pero, interpretó a Jay Gantz.

### Teatro
El papel de Link Larkin en Hairspray le sirvió a Tveit como su debut en Broadway en 2006 y le abrió las puertas para más papeles por venir. Al año siguiente, interpretó a D'Artagnan en una adaptación musical de Los tres mosqueteros que tocaba en el Teatro de la Música North Shore desde finales de agosto a principios de septiembre. En julio se vio Tveit hacer el papel de Matt en Calvino Berger en el Stage Company de Barrington. 2008 resultó ser un año muy ocupado para el actor. Hizo el papel de Gabe en la producción off-Broadway del musical Next to Normal, que se desarrolló del 16 de enero al 16 de marzo en el Teatro de la segunda etapa. Por la obra de off-Broadway Next to normal, Tveit obtuvo una nominación para el premio Lucille Lortel al Mejor Actor revelación. Él fue visto como decano en la versión musical de la película ¡Salvados!, que duró una participación limitada en el Playwrights Horizons en junio. Ese mismo mes, Tveit comenzó las actuaciones como Fiyero en Wicked, protagonizó junto a notables estrellas como Kerry Ellis quien hizo de Elphaba. Luego en noviembre representó su mismo papel en Next to Normal, por el que fue galardonado con el premio Helen Hayes 2009 de Intérprete de Reparto en una producción de no Residentes.
Tveit regresó a Wicked en enero de 2009, sólo para dejar una vez más para la apertura de Broadway Next to Normal, que se inició previas a finales de marzo y se inauguró oficialmente el 15 de abril. El rendimiento de Tveit como Gabe le valió el Premio Clarence Derwent.
Tveit volvió a Next to Normal el 7 de septiembre. Él realizó su última actuación el 3 de enero de 2010.
En 2013 se confirmó que Tveit ha sido elegido para interpretar al cantante de rock, Roger Davis, en la producción de Hollywood Bowl 2010 de Rent. La producción se realizó durante el mes  de agosto agosto de 2010, y fue dirigida por Neil Patrick Harris ahí actuaó junto a las actrices Vanessa Hudgens y Tracie Thoms.
En abril de 2018 se confirmó que Tveit interpretaría a Christian, el personaje principal del musical Moulin Rouge! The Musical, basado en la película de 2001 del mismo nombre. Aunque el musical se tenía que estrenar el 27 de junio de 2018, finalmente se estrenó el 10 de julio de 2018 en el Teatro Emerson Colonial. El 28 de junio de 2019, la producción de Broadway hizo el preestreno del musical y el 25 de julio tuvo lugar el estreno oficial. El 12 de marzo de 2020, a causa de la pandemia de COVID-19, la producción se paró. En octubre del mismo año, Aaron fue nominado a un Premio Tony en la categoría de mejor actor principal en un musical; también hizo historia al ser la única persona nominada en su categoría, hecho que no había sucedido. En la 74.ª edición de los Premios Tony ganó el premio gracias al 60% de los votos por parte de los votantes de los premios Tony. El 24 de septiembre, tal y como estaba previsto, las funciones de Moulin Rouge! The Musical fueron reanudadas en el mismo teatro Al Hirschfeld.

## Trabajos

### Teatro
| Año       | Obra                 | Personaje                   | Lugar | Notas                                         |
| --------- | -------------------- | --------------------------- | --- | --------------------------------------------- |
| 2003      | Footloose            | Garvin                      | Merry-Go-Round Playhouse                                                                                     | Producción regional                           |
| 2004      | Rent                 | Steve Suplente: Roger, Mark | Tour Nacional de EE.UU: Enero - diciembre de 2004                                                            | Sustituto en tour nacional                    |
| 2005-08   | Hairspray            | Link Larkin                 | Tour Nacional de EE.UU: Agosto de 2005 - julio de 2006                                                       | Sustituto en el primer tour Nacional          |
| 2005-08   | Hairspray            | Link Larkin                 | Teatro Neil Simon: 18 de julio de 2006 - 18 de enero de 2007; 1 abril - 4 de mayo de 2008                    | Sustituto (Broadway)                          |
| 2007      | Calvin Berger        | Matt                        | Barrington Stage Company: 3 - 14 de julio de 2007                                                            | Producción regional original                  |
| 2007      | Los Tres Mosqueteros | D'artagnan                  | Teatro North Shore Music: 21 agosto - 9 de septiembre de 2007                                                | Producción regional                           |
| 2008-10   | Next to Normal       | Gabe Goodman                | Teatro Second Stage: 16 enero - 16 de marzo de 2008                                                          | Producción Original Off-Broadway              |
| 2008-10   | Next to Normal       | Gabe Goodman                | Arena Stage: 21 de noviembre de 2008 - 18 de enero de 2009                                                   | Producción original de Washingon D.C          |
| 2008-10   | Next to Normal       | Gabe Goodman                | Teatro Boothe: 27 de marzo de 2009 - 3 de enero de 2010                                                      | Producción original de Broadway               |
| 2008      | Saved!               | Dean                        | Playwrights Horizons: 10 mayo - 22 de junio de 2008                                                          | Producción original Off-Broadway              |
| 2008      | Wicked               | Fiyero                      | Teatro Gershwin: 24 junio - 9 de noviembre de 2008; 20 enero - 9 de marzo de 2009                            | Sustituto (Broadway)                          |
| 2009-2011 | Atrápame si puedes   | Frank Abagnale, Jr.         | Teatro 5th Avenue: 28 julio - 16 de agosto de 2009                                                           | Producción original de Seattle                |
| 2009-2011 | Atrápame si puedes   | Frank Abagnale, Jr.         | Teatro Neil Simon: 11 marzo - 4 de septiembre de 2011                                                        | Producción original de Broadway               |
| 2010      | Rent                 | Roger Davis                 | Hollywood Bowl: 6 - 8 de agosto de 2010                                                                      | Actuaciones limitadas                         |
| 2014-2015 | Assassins            | John Wilkes Booth           | Menier Chocolate Factory: 21 de noviembre de 2014 - 8 de febrero de 2015                                     | Off-West End                                  |
| 2017      | Company              | Robert                      | Barrington Stage Company: 10 agosto - 10 de septiembre de 2017                                               | Nuevo montaje regional                        |
| 2018-20   | Moulin Rouge!        | Christian                   | Teatro Emerson Colonial 10 julio - 10 de agosto de 2018                                                      | Producción original de Boston                 |
| 2018-20   | Moulin Rouge!        | Christian                   | Teatro Al Hirschfeld: 28 de junio de 2019 - 11 de marzo de 2020 24 de septiembre de 2021 – 8 de mayo de 2022 | Broadway; cerrado por la pandemia de Covid-19 |

### Televisión
| Año         | Serie                             | Personaje                        | Notas                              |
| ----------- | --------------------------------- | -------------------------------- | ---------------------------------- |
| 2009-2012   | Gossip Girl                       | William "Tripp" van der Bilt lll | 10 episodios                       |
| 2010        | Ugly Betty                        | Zachary Boule                    | 1 episodio                         |
| 2010        | Law & Order: Special Victims Unit | Jan Eyck                         | Episodio: "Beef"                   |
| 2011        | Body of Proof                     | Skip                             | 1 episodio                         |
| 2011        | Law & Order: Special Victims Unit | Steve Harris                     | Episodio: "Personal Fouls"         |
| 2011        | The good Wife                     | Spencer Zschau                   | Episodio: "Executive Order 13224"  |
| 2013 - 2015 | Graceland                         | Mike Warren                      | 38 episodios                       |
| 2016        | Grease Live                       | Danny Zuko                       | Película de televisión             |
| 2016        | BrainDead                         | Gareth Ritter                    | 13 episodios                       |
| 2017-19     | Thr Good Fight                    | Spencer Zschau                   | 2 episodios                        |
| 2019        | The Code                          | Matt Dobbins                     | 5 episodios                        |
| 2020        | One Royal Holiday                 | James                            | Película de televisión             |
| 2021        | American Horror Stories           | Adam                             | Episodio: "Rubber(wo)Man Part Two" |
| 2021        | American Horror Stories           | Jay Gantz                        | Episodio: "Feral"                  |
| 2021        | Schmigadoon!                      | Danny Bailey                     | Papel principal                    |

### Cine
| Año  | Película              | Personaje           | Notas        |
| ---- | --------------------- | ------------------- | ------------ |
| 2007 | Ghost Town            | Anestesista         |              |
| 2010 | Howl                  | Peter Orlovsky      |              |
| 2011 | Girl Walks into a Bar | Henry               |              |
| 2012 | Premium Rush          | Kyle                |              |
| 2012 | Los Miserables        | Enjolras            |              |
| 2013 | A Dream of Flying     | "The Young Man"     | Cortometraje |
| 2015 | Big Sky               | Pru                 |              |
| 2016 | Undrafted             | John "Maz" Mazzello |              |
| 2016 | Better off Single     | Charlie             |              |
| 2017 | Created Equal         | Tommy Reilly        |              |
| 2018 | Out of Blue           | Tony Silvero        |              |

### Podcasts y audio libros
| Año  | Título               | Papel       | Notas            | Referencia |
| ---- | -------------------- | ----------- | ---------------- | ---------- |
| 2011 | Perfect              | Co-narrador | Audio libro      | [ 34 ]     |
| 2011 | El ángel Esmeralda   | Co-narrador | Audio libro      | [ 34 ]     |
| 2012 | Muerto para vosotros | Narrador    | Audio libro      | [ 34 ]     |
| 2017 | La señora Fletcher   | Co-narrador | Audio libro      | [ 34 ]     |
| 2021 | Hit Job              | Hot Kyle    | Serie de Audible | [ 35 ]     |

## Discografía

### Álbumes en solitario
- The Radio In My Head: Live at 54 Below (Broadway Records, 2013)

### Grabaciones de reparto
| Título                                                         | Detalles del álbum                                                                       | Notas |
| -------------------------------------------------------------- | ---------------------------------------------------------------------------------------- | --- |
| Next to Normal (Original Broadway Cast Recording)              | - Publicación: 7 de abril de 2009 - Discográfica: Ghostlight Records                     | - Cantante en 12 canciones en el papel de "Gabe"                                                                                             |
| Catch Me If You Can (Original Broadway Cast Recording)         | - Publicación: 23 de mayo de 2012 - Discográfica: Ghostlight Records                     | - Cantante en 10 canciones en el papel de "Frank Abagnale Jr."                                                                               |
| Les Misérables: Highlights from the Motion Picture Soundtrack  | - Publicación: 21 de diciembre de 2012 - Discográfica: Universal Republic                | - Cantante en 4 canciones en el papel de "Enjolras"                                                                                          |
| Les Misérables: The Motion Picture Soundtrack (Deluxe Edition) | - Publicación: 21 de diciembre de 2012 - Discográfica: Polydor Records                   | - Cantante en 9 canciones en el papel de "Enjolras"                                                                                          |
| Grease Live! (Music From the Television Event)                 | - Publicación: 31 de enero de 2016 - Discográfica: Paramount Pictures                    | - Cantante en 6 canciones |
| An American Victory (Studio Cast Recording)                    | - Publicación: 22 de abril de 2016 - Discográfica: Broadway Records                      | - Cantante en la canción "Sons of Adevnture"                                                                                                 |
| Moulin Rouge! The Musical (Original Broadway Cast Recording)   | - Publicación: 30 de agosto de 2019 - Discográfica: RCA                                  | - Cantante en 13 canciones en el papel de "Christian" - Nominado al Grammy al mejor álbum de teatro musical                                  |
| Hallmark Channel's Christmas Album, Vol. II                    | - Publicación: 4 de diciembre de 2020 - Discográfica: Crown Media/Warner Music Nashville | - Cantante en la canción "Winter Wonderland" (de la película "One Royal Holiday"                                                             |
| Schmigadoon! (Apple TV+ Original Series Soundtrack)            | - Publicación: 2021 - Discográfica: Milan Records                                        | - Cantante principal en 3 canciones en el papel de "Danny Bailey" - Después de cada episodio se publicaba el álbum de canciones del episodio |

## Premios y nominaciones

### Cine y televisión
| Año  | Premio                                       | Categoría                   | Trabajo                                        | Resultado | Ref.   |
| ---- | -------------------------------------------- | --------------------------- | ---------------------------------------------- | --------- | ------ |
| 2012 | Washington D.C Area Film Critics association | Mejor reparto               | Los Miserables                                 | Ganador   | [ 39 ] |
| 2012 | San Diego Film Critics Society               | Mejor conjunto actuación    | Los Miserables                                 | Nominado  | [ 40 ] |
| 2012 | Premios Satellite                            | Mejor reparto               | Los Miserables                                 | Ganador   | [ 41 ] |
| 2012 | Phoenix Film Critics Society Award           | Mejor reparto               | Los Miserables                                 | Nominado  | [ 42 ] |
| 2012 | National Board of Review Award               | Mejor reparto               | Los Miserables                                 | Ganador   | [ 43 ] |
| 2013 | Critics' Choice Award                        | Mejor conjunto de actuación | Los Miserables                                 | Nominado  | [ 44 ] |
| 2013 | Screen Actors Guild Award                    | Mejor reparto               | Los Miserables                                 | Nominado  | [ 45 ] |
| 2017 | MTV Movie & TV Awards                        | Mejor actuación musical     | Grease Live! "You're The Only One That I Want" | Ganador   | [ 46 ] |
| 2017 | Sunscreen Film Festival Award                | Mejor Actor                 | Created Equal                                  | Ganador   | [ 47 ] |

### Teatro
| Año  | Premio                                      | Categoría                                           | Trabajo                   | Resultado | Ref.   |
| ---- | ------------------------------------------- | --------------------------------------------------- | ------------------------- | --------- | ------ |
| 2008 | Premios Lucille Lortel                      | Mejor actor de reparto                              | Next to Normal            | Nominado  | [ 21 ] |
| 2009 | Premio Helen Hayes                          | Mejor actor secundario, producción no residente     | Next to Normal            | Ganador   | [ 48 ] |
| 2009 | Clarence Derwent Award                      | Intérprete masculino más prometedor                 | Next to Normal            | Ganador   | [ 49 ] |
| 2009 | Broadway.com Audience Awards                | Actor de reparto favorito en un musical de Broadway | Next to Normal            | Ganador   | [ 50 ] |
| 2009 | Broadway.com Audience Awards                | Actuación favorita más prometedora                  | Next to Normal            | Nominado  | [ 51 ] |
| 2011 | Premios Drama League                        | Actuación distinguida                               | Atrápame si puedes        | Nominado  | [ 52 ] |
| 2011 | Premios Outer Critics Circle                | Mejor actor en un musical                           | Atrápame si puedes        | Nominado  | [ 53 ] |
| 2011 | Premios Chita Rivera de Danza y Coreografía | Mejor bailarín                                      | Atrápame si puedes        | Nominado  | [ 54 ] |
| 2017 | Berkshire Theatre Awards                    | Mejor actor principal en un musical                 | Company                   | Nominado  | [ 55 ] |
| 2019 | Premios IRNE                                | Mejor actor en un musical                           | Moulin Rouge! The musical | Nominado  | [ 56 ] |
| 2019 | Broadway.com Audience Awards                | Estrella del año                                    | Moulin Rouge! The musical | Nominado  | [ 57 ] |
| 2020 | Premios Tony                                | Mejor actor principal en un musical                 | Moulin Rouge! The musical | Ganador   | [ 58 ] |
| 2020 | Premio Outer Critics Circle                 | Mejor actor en un musical                           | Moulin Rouge! The musical | Ganador   | [ 59 ] |
| 2020 | Premios Grammy                              | Mejor álbum musical                                 | Moulin Rouge! The musical | Nominado  | [ 60 ] |